# كريستيان شميد
كريستيان شميد (بالإنجليزية: Kristian Schmid)‏ هو ممثل أسترالي، ولد في 28 نوفمبر 1974 في أستراليا.

## وصلات خارجية
- كريستيان شميد على موقع IMDb (الإنجليزية)
- كريستيان شميد على موقع ميوزك برينز (الإنجليزية)
- كريستيان شميد على موقع قاعدة بيانات الفيلم (الإنجليزية)